# Gran Premio d'Argentina
Il Gran Premio d'Argentina è una gara automobilistica di Formula 1 che si è svolta tra il 1953 e il 1998 sul Circuito di Buenos Aires.
Nel 1976 il gran premio non si disputa a causa della delicata situazione politica che porterà al Colpo di Stato del 24 marzo, mentre nel 1994, a causa della non ultimazione dei lavori di ammodernamento, il gran premio è stato sostituito con il Gran Premio d'Europa sul Circuito di Jerez de la Frontera. La FIA aveva avanzato l'ipotesi di reinserire la gara nel calendario iridato dal campionato 2010, ma l'idea non si è concretizzata.

## Albo d'oro
| anno        | circuito      | pilota             | vettura       | resoconto     |
| ----------- | ------------- | ------------------ | ------------- | ------------- |
| 1953        | Buenos Aires  | Alberto Ascari     | Ferrari       | Resoconto     |
| 1954        | Buenos Aires  | Juan Manuel Fangio | Maserati      | Resoconto     |
| 1955        | Buenos Aires  | Juan Manuel Fangio | Mercedes-Benz | Resoconto     |
| 1956        | Buenos Aires  | Juan Manuel Fangio | Ferrari       | Resoconto     |
| 1957        | Buenos Aires  | Juan Manuel Fangio | Maserati      | Resoconto     |
| 1958        | Buenos Aires  | Stirling Moss      | Cooper        | Resoconto     |
| 1959        | Non disputato | Non disputato      | Non disputato | Non disputato |
| 1960        | Buenos Aires  | Bruce McLaren      | Cooper        | Resoconto     |
| 1961 - 1970 | Non disputato | Non disputato      | Non disputato | Non disputato |
| 1971        | Buenos Aires  | Chris Amon         | Matra         | Resoconto     |
| 1972        | Buenos Aires  | Jackie Stewart     | Tyrrell       | Resoconto     |
| 1973        | Buenos Aires  | Emerson Fittipaldi | Lotus         | Resoconto     |
| 1974        | Buenos Aires  | Denny Hulme        | McLaren       | Resoconto     |
| 1975        | Buenos Aires  | Emerson Fittipaldi | McLaren       | Resoconto     |
| 1976        | Non disputato | Non disputato      | Non disputato | Non disputato |
| 1977        | Buenos Aires  | Jody Scheckter     | Wolf          | Resoconto     |
| 1978        | Buenos Aires  | Mario Andretti     | Lotus         | Resoconto     |
| 1979        | Buenos Aires  | Jacques Laffite    | Ligier        | Resoconto     |
| 1980        | Buenos Aires  | Alan Jones         | Williams      | Resoconto     |
| 1981        | Buenos Aires  | Nelson Piquet      | Brabham       | Resoconto     |
| 1982 - 1994 | Non disputato | Non disputato      | Non disputato | Non disputato |
| 1995        | Buenos Aires  | Damon Hill         | Williams      | Resoconto     |
| 1996        | Buenos Aires  | Damon Hill         | Williams      | Resoconto     |
| 1997        | Buenos Aires  | Jacques Villeneuve | Williams      | Resoconto     |
| 1998        | Buenos Aires  | Michael Schumacher | Ferrari       | Resoconto     |